# 漢字を使用する言語
漢字を使用する言語（かんじをしようするげんご）は、東アジアの漢字文化圏に見られる言語である。これらの言語は必ずしも同系統の言語ではないが、一定の割合で同じ単語や成語を共有するものが多い。以下に漢字を使用する、あるいはかつて漢字や漢字から派生した文字を使用していた言語を列挙する。

## シナチベット語族

### シナ語派中国語
これらは俗に中国語と呼ばれる言語であるが、方言差が大きく、異なる地方出身者同士が会話する際、標準語である普通話を介してでなければコミュニケーションをとることが出来ない。
- 官話 - 普通話など、但しドンガン語を除く。
- 粤語 - 広東語など
- 呉語 - 上海語、蘇州語など
- 閩南語 - 台湾語など
- 客家語
- 晋語

- 閩東語
- 莆仙語
- 徽語
- 閩中語
- 贛語
- 湘語
- 閩北語

- 文言 - いわゆる漢文
- 白語（？）

## アルタイ諸語
※以下の諸言語が同じ語族に含まれるかどうかに関しては定説がない。

### 日琉語族
表記の際には漢字と仮名を併用する。多くの日本人は本土方言のみを日常的に使用するので、認知度が極めて低いが、離島などには本土方言と差異が大きい方言群が幾つか存在する。

#### 日本語（日本語派）
- 日本語 - いわゆる本土方言
  - 上古日本語 - 万葉仮名を使用
- 八丈語（八丈方言）

#### 琉球諸語（琉球語）
琉球語派内の各方言の差異は非常に大きく、仮に宮古語しか話せない人間と八重山語しか話せない人間がコミュニケーションをとろうとしても、ほとんど会話が成り立たない。故にそれぞれ別々に示す。
- 奄美語（奄美方言）
- 国頭語（国頭方言）
- 沖縄語（沖縄方言） - いわゆるうちなーぐち、首里方言など
- 八重山語（八重山方言）
- 宮古語（宮古方言）
- 与那国語（与那国方言）

### 朝鮮語族
- 朝鮮語 - ハングルと漢字の混ぜ書きが可能、但し朝鮮民主主義人民共和国では漢字を廃止しており、韓国でも日常的にはハングル専用表記が一般的となっている。
- 済州語 - 朝鮮語と同様

※但し朝鮮語の変種である中央アジアの高麗語はキリル文字表記されることが多いようである。

## オーストロアジア語族
ベトナム語 - チュノムと漢字を併用、現在はフランス人宣教師が考案したラテン文字表記法（いわゆるクォックグー）にとって代わられている。

## オーストロネシア語族
- 回輝語

## ミャオ・ヤオ語族
ヤオ語 - ヤオ族は漢文化から受容し自ら体系化した漢字文書を保存し続けている。この漢字文書は種々
な儀式で使用されヤオ族の重要な文化資源といえる。

## タイ・ガダイ語族
- チワン語 - 古壮字と漢字を併用、現在では公式にはラテン文字となっている
- タイー語 - チュノムと漢字を併用
- オンベ語

## ピジン・クレオール
- 兵隊シナ語 中国語と日本語の混成語
- 協和語 中国語と日本語の混成語。「～アル」など、中国人が話す日本語のイメージの由来
- 小笠原語 日本語と英語のクレオール。ルー大柴のルー語に似た、小笠原諸島の欧米系島民の言語。
- コロニア語 日本語とポルトガル語のクレオール。ブラジルの日系人が使用。

## 漢字から派生した文字を使う言語
- アイヌ語 - ラテン文字表記と仮名表記の両方が可能である。
- タングート語 - 漢字を意識した西夏文字を使用していた。
- 女真語 - 漢字を意識した女真文字を使用していた。
- 契丹語 - 漢字を意識した契丹文字を使用。
- 水語 - 漢字から派生した水文字を使用。
- 台湾語 - 現在は漢字か教会ローマ字か注音符号で表記されるが、日本統治時代は仮名表記された。（台湾語仮名の項目参照）